# 第一米科拉伊夫卡 (波迪利斯克区)
47°47′10″N 29°31′4″E / 47.78611°N 29.51778°E
第一米科拉伊夫卡（烏克蘭語：Миколаївка Перша）是位於烏克蘭西南部的村莊，由敖德萨州波迪利斯克区的庫亞利尼克市鎮負責管轄。該村始建於1860年，面積0.27平方公里，海拔高度238米，2001年人口146，人口密度每平方公里540.74人。